# Basketball-Bundesliga
La Basketball-Bundesliga è la massima competizione tedesca di pallacanestro organizzata dalla Deutscher Basketball Bund e.V..
La prima edizione del campionato tedesco di pallacanestro si svolse nel 1939, e dopo la seconda guerra mondiale, a partire dal 1947. A partire dal 1965, nella Germania occidentale, il campionato venne riformato con la nascita, appunto, della Basketball-Bundesliga, che mantenne lo status di massimo campionato anche dopo la riunificazione tedesca.

## Albo d'oro
- 1938-1939  LSV Spandau
- 1946-1947  MTSV Schwabing
- 1947-1948  Heidelberger TV
- 1948-1949  MTSV Schwabing
- 1949-1950  Degerloch
- 1950-1951  Heidelberger TV
- 1951-1952  Heidelberger TV
- 1952-1953  Heidelberger TV
- 1953-1954  Bayern Monaco
- 1954-1955  Bayern Monaco
- 1955-1956  ATV 77 Düsseldorf
- 1956-1957  Heidelberg
- 1957-1958  Heidelberg
- 1958-1959  Heidelberg
- 1959-1960  Heidelberg
- 1960-1961  Heidelberg
- 1961-1962  Heidelberg
- 1962-1963  Alemannia Aquisgrana
- 1963-1964  Alemannia Aquisgrana
- 1964-1965  MTV Gießen
- 1965-1966  Heidelberg
- 1966-1967  MTV Gießen
- 1967-1968  MTV Gießen
- 1968-1969  Osnabrück
- 1969-1970  Bayer Leverkusen
- 1970-1971  Bayer Leverkusen
- 1971-1972  Bayer Leverkusen
- 1972-1973  Heidelberg
- 1973-1974  SSV Hagen
- 1974-1975  MTV Gießen
- 1975-1976  Bayer Leverkusen
- 1976-1977  Heidelberg
- 1977-1978  MTV Gießen
- 1978-1979  Bayer Leverkusen
- 1979-1980  Gottinga 1846
- 1980-1981  Saturn Colonia
- 1981-1982  Saturn Colonia
- 1982-1983  Gottinga 1846
- 1983-1984  Gottinga 1846
- 1984-1985  Bayer Leverkusen
- 1985-1986  Bayer Leverkusen
- 1986-1987  Saturn Colonia
- 1987-1988  Saturn Colonia
- 1988-1989  Bayreuth
- 1989-1990  Bayer Leverkusen
- 1990-1991  Bayer Leverkusen
- 1991-1992  Bayer Leverkusen
- 1992-1993  Bayer Leverkusen
- 1993-1994  Bayer Leverkusen
- 1994-1995  Bayer Leverkusen
- 1995-1996  Bayer Leverkusen
- 1996-1997  Alba Berlino
- 1997-1998  Alba Berlino
- 1998-1999  Alba Berlino
- 1999-2000  Alba Berlino
- 2000-2001  Alba Berlino
- 2001-2002  Alba Berlino
- 2002-2003  Alba Berlino
- 2003-2004  Skyl. Francoforte
- 2004-2005  Bamberga
- 2005-2006  Cologne 99ers
- 2006-2007  Bamberga
- 2007-2008  Bamberga
- 2008-2009  EWE Oldenburg
- 2009-2010  Bamberger
- 2010-2011  Bamberger
- 2011-2012  Bamberger
- 2012-2013  Bamberger
- 2013-2014  Bayern Monaco
- 2014-2015  Bamberger
- 2015-2016  Bamberger
- 2016-2017  Bamberger
- 2017-2018  Bayern Monaco
- 2018-2019  Bayern Monaco
- 2019-2020  Alba Berlino
- 2020-2021  Alba Berlino
- 2021-2022  Alba Berlino
- 2022-2023  Ulma
- 2023-2024  Bayern Monaco
- 2024-2025  Bayern Monaco

## Vittorie per club
| Club                 | Vittorie | Anno                                                                               |
| -------------------- | -------- | ---------------------------------------------------------------------------------- |
| Bayer Leverkusen     | 14       | 1970, 1971, 1972, 1976, 1979, 1985, 1986, 1990, 1991, 1992, 1993, 1994, 1995, 1996 |
| Alba Berlino         | 11       | 1997-2003, 2008, 2020, 2021, 2022                                                  |
| Heidelberg           | 9        | 1957, 1958, 1959, 1960, 1961, 1962, 1966, 1973, 1977                               |
| Bamberger            | 9        | 2005, 2007, 2010-2013, 2015-2017                                                   |
| Bayern Monaco        | 7        | 1954, 1955, 2014, 2018, 2019, 2024, 2025                                           |
| Gießen 46ers         | 5        | 1965, 1967, 1968, 1975, 1978                                                       |
| Heidelberger TV      | 4        | 1948, 1951, 1952, 1953                                                             |
| Saturn Colonia       | 4        | 1981, 1982, 1987, 1988                                                             |
| Gottinga 1846        | 3        | 1980, 1983, 1984                                                                   |
| Alemannia Aquisgrana | 2        | 1963, 1964                                                                         |
| MTSV Schwabing       | 2        | 1947, 1949                                                                         |
| Ulma                 | 1        | 2023                                                                               |
| EWE Oldenburg        | 1        | 2009                                                                               |
| RheinStars Köln      | 1        | 2006                                                                               |
| Skyl. Francoforte    | 1        | 2004                                                                               |
| Bayreuth             | 1        | 1989                                                                               |
| BBV Hagen            | 1        | 1974                                                                               |
| Osnabrück            | 1        | 1969                                                                               |
| ATV 77 Düsseldorf    | 1        | 1956                                                                               |
| Titans Stoccarda     | 1        | 1950                                                                               |
| LSV Spandau          | 1        | 1939                                                                               |

## Premi
- Basketball-Bundesliga MVP
- Basketball-Bundesliga MVP finals
- Basketball-Bundesliga Allenatore dell'anno
- Basketball-Bundesliga Attaccante dell'anno
- Basketball-Bundesliga Difensore dell'anno
- Giocatore più migliorato
- Premio Pascal Roller
- Miglior cestista tedesco under-24